# Harold Snoad
Harold Snoad est un producteur et réalisateur britannique né le 28 août 1935 dans le Middlesex (Angleterre) et mort le 2 juin 2024.

## Filmographie

### comme producteur
- 1997 : The Memoirs of Hyacinth Bucket (TV)
- 1972 : His Lordship Entertains (série télévisée)
- 1973 : Home from Home (TV)
- 1973 : Casanova '73 (série télévisée)
- 1975 : The Rough with the Smooth (série télévisée)
- 1983 : Tears Before Bedtime (série télévisée)
- 1984 : Hilary (série télévisée)
- 1985 : Barnet (TV)

### comme réalisateur
- 1968 : Dad's Army (série télévisée)
- 1971 : Sykes and a Big Big Show (série télévisée)
- 1973 : Elementary My Dear Watson (TV)
- 1976 : Not Now, Comrade
- 1980 : The Dick Emery Christmas Show: For Whom the Jingle Bells Toll (TV)
- 1983 : Tears Before Bedtime (série télévisée)
- 1984 : Ever Decreasing Circles (série télévisée)
- 1984 : Hilary (série télévisée)
- 1987 : Divided We Stand (série télévisée)
- 1994 : All Night Long (série télévisée)